# Atischeh Hannah Braun
Atischeh Hannah Braun (* 1977 in Saarbrücken) ist eine deutsche Schauspielerin.

## Leben
Atischeh Hannah Braun ist die Tochter der Schauspielerin Ingrid Braun und absolvierte ihre Schauspielausbildung in der Folkwang Hochschule Essen. 2001 kam sie zum Rheinischen Landestheater Neuss. Ab 2002 spielte sie Schwester Sylke in der RTL-Serie Nikola. 2003 wurde sie Ensemblemitglied an der Neuen Bühne Senftenberg. 2007 war sie erstmals als Freundin Azra in der TV-Komödie Molly & Mops zu sehen, es folgten zwei Fortsetzungen.
Ab 2008 spielte sie am Theater Ansbach. 2015 wechselte sie mit ihrem Ehemann nach Freiburg im Breisgau. Hier schrieb und spielte sie das Bühnenstück Ein Mädchen wie Malala, das sich mit der Nobelpreisträgerin Malala Yousafzai beschäftigt. Ab 2016 tourte sie mit dem Georg-Kreisler-Liederabend Heute Abend: Lola Blau.

## Filmografie (Auswahl)
- 1996: Tatort: Der Entscheider
- 2001: Drehkreuz Airport (Fernsehserie, eine Folge)
- 2001: Ritas Welt (Fernsehserie, eine Folge)
- 2002–2005: Nikola (Fernsehserie, 22 Folgen)
- 2003: Familie Heinz Becker (Fernsehserie, eine Folge)
- 2004: Light my fire (Kurzfilm)
- 2004: Fremde Haut
- 2006: Lindenstraße (Fernsehserie, eine Folge)
- 2007: Molly & Mops
- 2010: Molly & Mops: Das Leben ist kein Guglhupf
- 2011: Molly & Mops: Ein Mops kommt selten allein
- 2013: BlitzBlank
- 2019: Hubert ohne Staller (Fernsehserie, eine Folge)